# Insufficient Direction
Kantoku fuyuki todoki (監督不行届? lett. "Lo scarso regista") è una serie manga di Moyoco Anno, dal taglio aneddotico e di genere umoristico. L'opera è incentrata sulla vita quotidiana – rivista in chiave comica – della coppia Moyoko e Hideaki, entrambi personaggi di spicco del mondo di anime e manga. L'anime è stato prodotto dallo studio DLE e trasmesso nel 2014 in 13 episodi.

## Personaggi
Regista ( カントクくん?, Kantoku-kun)
Doppiato da Kouichi Yamadera
Alter ego di Hideaki Anno, è rappresentato come un uomo perso completamente nel suo mondo. Incurante dei consigli della compagna Rompers, che lo invita ad assumere uno stile di vita più salutare, Kantoku finisce sempre per fare a modo suo, seguendo solo temporaneamente le indicazioni di Rompers.
Uomo rappresentante lo stile di vita otaku, non v'è niente che Kantoku ami di più dell'industria anime e dei suoi prodotti. Il suo eroe è Kamen Rider, personaggio che Kantoku cerca, suo malgrado, di emulare il più possibile.
 Rompers ( ロンパース ?, Ronpāsu)
Doppiata da Megumi Hayashibara
Avatar di Moyoko con fattezze infantili da cui traspare tuttavia una forte vis polemica. Rompers, infatti, deve convivere con lo sregolato Kantoku e con le sue manie da otaku, cercando di porre un limite all'ossessione del partner. Nonostante le incomprensioni e le difficoltà, Rompers è tuttavia molto affezionata al compagno e, via via, constata di essersi ormai abituata a Kantoku, forse acquisendone persino gli stessi tic.